# Danny Kent
Danny Kent, född  25 november 1993 i Chippenham, är en brittisk roadracingförare. Han blev världsmästare säsongen 2015 i Moto3-klassen i Grand Prix Roadracing. Storbritanniens förste världsmästare i Grand Prix Roadracing sedan Barry Sheene vann 500cc-klassen Roadracing-VM 1977.
Kent gick upp i Moto2-klassen 2016.

## Tävlingskarriär
Kent gjorde VM-debut under Roadracing-VM 2010 i 125GP. Han körde dock huvudsakligen Red Bull MotoGP Rookies Cup det året med goda resultat. Roadracing-VM 2011 fick han köra hela säsongen för teamet Ajo Motorsport på en Aprilia. 125GP upphörde efter den säsongen och ersattes säsongen 2012 av Moto3. Kent fortsatte hos Ajo, nu kallat Red Bull KTM Ajo Team på KTM. Han tog sin första pallplats när han blev trea på TT Assen och den första Grand Prix-segern kom den 14 oktober 2012 i Japans Grand Prix på Twin Ring Motegi. Han vann även säsongsavslutningen i Valencia och slutade fyra i VM.
Roadracing-VM 2013 gick han upp en klass till Moto2 där han körde för Tech 3 på teamets egenkonstruerade motorcykel. Det gick inte alls bra. Kent blev 22:a i VM med blott 15 poäng.
Till säsongen 2014 kom Kent tillbaka till Moto3 och Ajo Motorsport. Han kör dock inte en KTM som först var tänkt utan en Husqvarna i märkets återkomst till roadracing. Teamet hette Red Bull Husqvarna Ajo. Kent tog två pallplatser och blev åtta i VM. Till Roadracing-VM 2015 bytte Kent stall till Kiefer Racing (Leopard racing) där han körde en Honda. Kent genomförde första halvan av säsongen mycket starkt med åtta pallplatser, varav fem segrar på nio tävlingar. Sämsta resultatet var fjärdeplatsen i Frankrike. Andra halvan gick sämre men försprånget räckte för att bli världsmästare sex poäng före starkt spurtande KTM-föraren Miguel Oliveira.
Kent gick åter upp i Moto2-klassen 2016 tillsammans med Kiefer Racing och med Oliveira som stallkamrat. Som de flesta i Moto2 använde de en motorcykel från Kalex. Kent kom på 22:a plats i VM och fortsatte hos Kiefer 2017, men på en mc från Suter. Efter två GP vägrade Kent att köra och lämnade teamet.

### VM-säsonger
| Säsong | Klass | VM- plac. | Poäng | 1/2/3- plac. | Starter | Motorcykel | Team                    | Startnr |
| ------ | ----- | --------- | ----- | ------------ | ------- | ---------- | ----------------------- | ------- |
| 2010   | 125GP | -         | 0     | - / - / -    | 6       | Lambretta  | Lambretta Reparto Corse | 52      |
| 2011   | 125GP | 11        | 82    | - / - / -    | 17      | Aprilia    | Red Bull Ajo MotorSport | 52      |
| 2012   | Moto3 | 4         | 154   | 2 / - / 1    | 17      | KTM        | Red Bull KTM Ajo        | 52      |
| 2013   | Moto2 | 22        | 15    | - / - / -    | 15      | Tech 3     | Tech 3                  | 52      |
| 2014   | Moto3 | 8         | 129   | - / - / 2    | 18      | Husqvarna  | Red Bull Husqvarna Ajo  | 52      |
| 2015   | Moto3 | 1         | 260   | 6 / 1 / 2    | 18      | Honda      | Leopard Racing          | 52      |
| 2016   | Moto2 | 22        | 35    | - / - / -    | 17      | Kalex      | Leopard Racing          | 52      |
| 2017   | Moto2 |           |       | - / - / -    | 2       | Suter      | Kiefer Racing           | 52      |

## Framskjutna placeringar
Uppdaterad till 2016-12-30.
| Nr | Grand Prix     | År   |
| -- | -------------- | ---- |
| 1  | Japan          | 2012 |
| 2  | Valencia       | 2012 |
| 3  | Amerikas GP    | 2015 |
| 4  | Argentina      | 2015 |
| 5  | Spanien        | 2015 |
| 6  | Katalonien     | 2015 |
| 7  | Tyskland       | 2015 |
| 8  | Storbritannien | 2015 |

| Nr | Grand Prix | År   |
| -- | ---------- | ---- |
| 1  | Italien    | 2015 |

| Nr | Grand Prix | År   |
| -- | ---------- | ---- |
| 1  | TT Assen   | 2012 |
| 2  | Tjeckien   | 2014 |
| 3  | Aragonien  | 2014 |
| 4  | Qatar      | 2015 |
| 5  | TT Assen   | 2015 |